# Riva del Garda
Riva del Garda (en dialecto trentino Rìva) es una localidad y comune italiana de la provincia de Trento, región de Trentino-Alto Adigio. La comuna está dentro del dominio lingüístico del lombardo oriental.
En 2020, el municipio tenía una población de 17 612 habitantes. Es el cuarto municipio más poblado de la provincia, después de Trento, Rovereto y Pergine Valsugana. Es también la segunda comune más poblada a orillas del lago de Garda, después de Desenzano del Garda.
Se ubica en el extremo septentrional del lago de Garda, unos 10 km al oeste de Rovereto sobre la carretera SS240 que lleva a Brescia.

## Historia
Se conoce la existencia de la localidad desde la época romana, cuando era una un pequeño caserío denominado Ripa, dependiente del municipium de Brixia. Tras la caída del Imperio romano, la localidad pasó a depender de la abadía de Bobbio, para más tarde pasar a formar parte del principado episcopal de Trento, aunque este último gobernó el territorio en períodos alternos con los Scaligeri de Verona, los Visconti de Milán y la república de Venecia, hasta la derrota de esta en 1509 en la batalla de Agnadello. Ocupada por las tropas francesas en septiembre de 1796, pasó al Reino de Baviera (1806-1810), el Reino de Italia (1810-1813) y a finales de 1813 fue parte del Imperio Habsburgo, que estableció aquí una flotilla de la Armada austrohúngara sobre el lago de Garda, además de convertir la localidad en un centro turístico fronterizo. En 1918 es tomada por el Reino de Italia (1861-1946). Adoptó su topónimo actual en 1969, pues hasta entonces se denominaba simplemente Riva.

## Demografía
| Gráfica de evolución demográfica de Riva del Garda entre 1921 y 2018 |
|                                                                      |
| Fuente ISTAT - elaboración gráfica de Wikipedia                      |